# Екатериновка (Волгоградская область)
Екатериновка — упразднённое село в Дубовском районе Волгоградской области, ныне является частью села Оленье.
Расположено в 2 км к северу от центра села Оленье, в 1 км от автодороги Р228 (Волгоград — Саратов) и в 2,5 км от правого берега Волги (Волгоградское водохранилище).

## Экономика
Основные отрасли экономики — это сельское хозяйство. Имеется Екатерининское месторождение кварцевых песков, добываемое здесь сырье поставляется на единственный в России завод спецнефтематериалов.

## Знаменитые сельчане
- Янцев, Пётр Илларионович — участник Великой Отечественной войны.